# Hospital de Sintra
O Hospital de Sintra (por vezes alternativamente referido como o Hospital de Proximidade de Sintra) é uma unidade hospitalar do Serviço Nacional de Saúde, integrando a Unidade Local de Saúde de Amadora/Sintra (ULS Amadora/Sintra). Inaugurado em 2025, o Hospital de Sintra foi concebido para funcionar de forma complementar com o Hospital Professor Doutor Fernando Fonseca.
Da sua capacidade assistencial constam 60 camas de internamento, quatro salas de cirurgia principais e duas salas de pequena cirurgia, 34 gabinetes de consulta médica, 54 gabinetes assistenciais de apoio à realização de exames e Serviço de Urgência Básica em permanência.

## História
A construção do Hospital de Sintra resultou de uma parceria entre o Estado e o poder local. O financiamento da construção (63,8 milhões de euros) foi assumido integralmente pela Câmara Municipal de Sintra, que entregou posteriormente a unidade totalmente equipada ao Serviço Nacional de Saúde.
A construção teve início durante o mês de agosto de 2021, e a inauguração deu-se no dia 14 de julho de 2025, na presença do Primeiro-Ministro, Luís Montenegro, da Ministra da Saúde, Ana Paula Martins, e do Presidente da Câmara Municipal de Sintra, Basílio Horta.
O início da sua atividade deu-se de forma faseada, com a realização das primeiras consultas externas no dia 11 de julho, o Serviço de Urgência Básica no dia 12 de julho, e o Bloco Operatório e o Internamento a abrir no dia 14 de julho, dia da inauguração.